# ヤムシゴカイ科
ヤムシゴカイ科 (Typhloscolecidae) はサシバゴカイ目に属する多毛類の科の一つである。

## 形態
全長0.5-4cmで透明である。口前葉は尖り、体部と連続する。副感触手(palp)はない。眼はないが、頸器官はよく発達する。吻に顎などの付属器官はなく、吸引に特化したものとなっている。鰓はない。肛触糸は1対。
本科の共有派生形質としては、咽頭の上にretort organと呼ばれる器官を持つこと、口前葉直後の数節から前方に葉状の感触糸が伸び、口前葉を取り囲むことが挙げられる。

## 生態
全世界の海洋に生息するプランクトンである。
餌はゼラチン質のプランクトンで、特にヤムシに捕食寄生すると考えられている。実際に、ヤムシ類に捕食寄生している幼生個体が確認されている。これらの幼生はヤムシの頭部付近に多く見られ、剛毛などの付属器官を食べて生活しているらしい。

## 分類
3属17種が属する。
- Sagitella Wagner, 1872 ヤムシゴカイ属 - 3種
- Travisiopsis Levinsen, 1885 - 7種
- Typhloscolex Busch, 1851 - 7種

分子系統解析からは、本科はサシバゴカイ目の中でも、比較的サシバゴカイ科に近縁であるという結果が得られた
。